# Hieracium andreanszkyanum
Hieracium andreanszkyanum là một loài thực vật có hoa trong họ Cúc. Loài này được F.Kováts mô tả khoa học đầu tiên năm 1946.